# Ay (Rhône)
Der Ay ist ein Fluss in Frankreich, der im Département Ardèche in der Region Auvergne-Rhône-Alpes verläuft. Er entspringt unter dem Namen Malpertuis beim Col du Faux im Gemeindegebiet von Satillieu, knapp an der Grenze zur benachbarten Gemeinde Lalouvesc, entwässert generell Richtung Nordost und mündet nach rund 32 Kilometern bei Sarras als rechter Nebenfluss in die Rhône.

## Orte am Fluss
- Satillieu
- Saint-Romain-d’Ay
- Saint-Jeure-d’Ay
- Ardoix
- Sarras